# Anjelica Bette Fellini
Anjelica Bette Fellini, née le 26 novembre 1994,, est une actrice américaine.
Elle est connue pour son rôle de Rebecca Hoover (Twist) dans la série The Gifted et de Blair Wesley dans la série télévisée Teenage Bounty Hunters diffusée sur Netflix en 2020.

## Biographie

### Jeunesse et formation
Anjelica Bette Fellini est née à New York où elle a grandi et réside actuellement. Dans son enfance, elle a fréquenté l'école de ballet du Lincoln Center, à New York.

### Carrière
Anjelica Bette Fellini a commencé sa carrière comme danseuse à Broadway. Son professeur de danse lui a d'abord suggéré de devenir actrice, notant son caractère vif et expressif. À l'âge de 20 ans, elle se produisait sur scène dans The Phantom of the Opera.
En 2018, Anjelica Fellini décroche son premier rôle régulier à la télévision dans la série The Gifted, diffusée sur Fox, en incarnant Rebecca Hoover, également connue sous le nom de Twist, une ancienne mutante malade mentale, libérée par Inner Circle,.
En 2020, Anjelica Fellini joue le rôle principal de Blair Wesley dans la série télévisée Teenage Bounty Hunters, diffusée sur Netflix, aux côtés de Maddie Phillips, qui joue sa sœur jumelle Sterling, Blair étant la sœur la plus rebelle,,. La série a atteint la première place du Top 10 de Netflix, peu de temps après sa première diffusion. 
En 2021, Anjelica Fellini a joué dans le film The French Dispatch réalisé par Wes Anderson, dont le casting comprend Tilda Swinton, Elisabeth Moss, Bill Murray, Benicio del Toro, Saoirse Ronan, Christoph Waltz et Anjelica Huston,.

### Vie privée
Anjelica Fellini est de confession juive, ce qu'elle a confirmé lors d'un livestream en 2020. 

## Filmographie

### Films
- 2017 : Margot (court-métrage) : Margot
- 2017 : #Best Web Series Ever (court-métrage) : Stephanie Roemer
- 2018 : Too Close to the Sun (court-métrage) : Isabella
- 2021 : The French Dispatch : La correctrice du journal[9],[10]
- 2023 : Classmates : Anabella
- 2023 : Sid Is Dead : Katie

### Télévision
- 2018 : The Gifted : Rebecca Hoover / Twist (5 épisodes)[6],[7]
- 2020 : Teenage Bounty Hunters : Blair Wesley (10 épisodes)[1],[3],[4]

## Remarques
1. ↑  The date of birth source, HITC, specifies that Anjelica Bette Fellini "is understood to have a birthday of November 26th, 1994".